# Caracolla
Die Caracolla (von spanisch caracol ‚Schnecke‘) ist ein in der frühen Neuzeit entwickeltes Kavallerie-Manöver.
Bei einer Caracolla ritt die Kavallerie in mehreren Reihen hintereinander auf die gegnerischen Linien zu. Die einzelnen Reihen feuerten jeweils ihre Salven mit ihren Radschlosswaffen auf die Gegner und kehrten danach sofort um (Kürassiere konnten mit ihren beiden Pistolen zweimal feuern, Bandelierreiter mit ihren Arkebusen einmal, aber auf größere Entfernung). War der Gegner ausreichend geschwächt, ging die Kavallerie in geschlossener Formation und mit gezogenem Degen gegen die sich auflösenden gegnerischen Reihen vor.
Diese Taktik wurde entwickelt, um den großen Nachteilen der Reiterei im Kampf gegen Pikenier-Formationen zu begegnen. Im Dreißigjährigen Krieg verbot Gottfried Heinrich zu Pappenheim seinen Kürassieren das „caracollieren“, da er diese Taktik als feige ansah. Die Reiter seines Kürassierregiments hatten sich nach dem ersten abgegebenen Schuss sofort im Nahkampf auf den Feind zu stürzen. Gustav II. Adolf von Schweden schaffte in der schwedischen Armee diese Taktik ebenfalls wieder ab, ab diesem Zeitpunkt wurde vor dem Nahkampf höchstens noch eine Salve geschossen. Der Grund war die sinkende Anzahl der Pikeniere, und gegenüber den Musketieren war man beim Feuergefecht als Reiter weit unterlegen, im Nahkampf dagegen deutlich überlegen.
Das dem Karakollieren der Kavallerie entsprechende Verfahren der Infanterie wurde als Enfilade bezeichnet.